# Montroy, Charente-Maritime
Montroy är en kommun i departementet Charente-Maritime i regionen Nouvelle-Aquitaine i västra Frankrike. Kommunen ligger  i kantonen La Jarrie som ligger i arrondissementet La Rochelle. År 2022 hade Montroy 940 invånare.

## Befolkningsutveckling
Antalet invånare i kommunen Montroy
Referens:INSEE